# Stadion Peristeri
Stadion Peristeri – wielofunkcyjny stadion w Atenach, stolicy Grecji. Został otwarty w 1970 roku. Może pomieścić 8939 widzów. Swoje spotkania rozgrywa na nim drużyna Atromitos Ateny. Za południowym łukiem stadionu mieści się także hala sportowa Peristeri Arena.